# Jussi Taka
Jussi Taka (* 25. April 1993 in Rovaniemi) ist ein ehemaliger finnischer Snowboarder. Er startete im Snowboardcross.

## Werdegang
Taka nahm zu Beginn der Saison 2010/11 in Lech am Arlberg erstmals am Snowboard-Weltcup teil, wobei er die Plätze 53 und 46 errang. Bei den Snowboard-Weltmeisterschaften 2011 in La Molina kam er auf den 45. Platz. In den folgenden Jahren holte er bei den Juniorenweltmeisterschaften 2012 in der Sierra Nevada die Bronzemedaille und fuhr bei den Snowboard-Weltmeisterschaften 2013 im Stoneham auf den 30. Platz. In der Saison 2013/14 erreichte er mit Platz vier in Vallnord-Arcalís seine einzige Top-Zehn-Platzierung im Weltcup und mit dem 25. Rang im Snowboardcross-Weltcup sein bestes Gesamtergebnis. Beim Saisonhöhepunkt, den Olympischen Winterspielen 2014 in Sotschi, belegte er den 33. Platz. In der folgenden Saison errang er bei den Snowboard-Weltmeisterschaften 2015 am Kreischberg den 28. Platz und absolvierte in La Molina seinen 13. und damit letzten Weltcup, welchen er auf dem 39. Platz beendete.

## Teilnahmen an Weltmeisterschaften und Olympischen Winterspielen

### Olympische Spiele
- 2014 Sotschi: 33. Platz Snowboardcross

### Weltmeisterschaften
- 2011 La Molina: 45. Platz Snowboardcross
- 2013 Stoneham: 30. Platz Snowboardcross
- 2015 Kreischberg: 28. Platz Snowboardcross

## Weltcup-Gesamtplatzierungen
| Saison  | Snowboardcross | Snowboardcross |
| Saison  | Punkte         | Platz          |
| ------- | -------------- | -------------- |
| 2010/11 | 46             | 65.            |
| 2012/13 | 140            | 55.            |
| 2013/14 | 667            | 25.            |
| 2014/15 | 65             | 45.            |